# 삼호초등학교
삼호초등학교는 대한민국 울산광역시 남구 무거동에 있는 공립 초등학교다.

## 학교 연혁
- 1955년 4월 30일 삼호국민학교 개교
- 1981년 3월 1일 병설유치원 개원
- 1993년 2월 28일 옥현국민학교 분리
- 1996년 3월 1일 삼호초등학교로 교명 변경
- 1998년 2월 28일 무거초등학교 분리
- 2000년 2월 28일 굴화초등학교 분리
- 2019년 3월 1일 제26대 이강명 교장 부임
- 2020년 2월 14일 제61회 졸업 (졸업생 총수 17,522명)
- 2020년 3월 1일 15학급(특수학급1), 유치원 2급(특수학급1) 편성

## 학교 상징
- 교화(校花) - 철쭉 : 꽃의 빛깔이 아름답고 정열적이며, 번식성이 강하며 어느 곳에서나 잘 자란다.
- 교목(校木) - 은행나무 : 가을 황색 낙엽의 웅장한 경치는 삼호의 기상을 나타내며 무궁한 번영을 상징한다.

## 참고 자료
- 삼호초등학교 - 한국교육학술정보원 학교알리미